# Vida Yovanovich
Vida Yovanovich (La Habana, Cuba, 1949) es una fotógrafa mexicana.

## Primeros años
Los padres de Yovanovich eran de Yugoslavia, de donde huyeron a consecuencia de la guerra a La Habana Cuba, lugar en el que nació Vida. En 1956 se mudaron a la Ciudad de México y desde entonces allí reside; se autonombra mexicana por adopción.

## Trayectoria
Desde 1983 ha expuesto su trabajo en diversos países, incluyendo México, Cuba, Serbia, Francia, Sudáfrica, Estados Unidos, entre otros.
Una de sus obras más reconocidas es la exposición de "La Cárcel de los Sueños", la cual surge a partir de un asilo de mujeres, con las cuales convivió por un tiempo antes de finalmente retratarlas para culminar en un ensayo sobre la vejez y la muerte. El libro correspondiente se terminó en 1997 con una introducción por Elena Poniatowska.
Sus obras se exhiben alrededor del mundo, en el Museo de Bellas Artes de Houston y el Acervo del Consejo Mexicano de Fotografía en Estados Unidos, en la Casa de las Américas en Cuba, en el Museo de Bellas Artes de Buenos Aires en Argentina, en el Museo de Artes Aplicadas de Belgrado en Serbia y en el Ateneo Español de México, entre muchos otros lugares.
En general su trabajo se caracteriza por estar enfocado a la vida e identidad de la mujer, su estilo de ensayo fotográfico se ha descrito como "reflexivo e íntimo".

## Reconocimientos
| Reconocimiento                                 | País           | Año              | Obra                    |
| ---------------------------------------------- | -------------- | ---------------- | ----------------------- |
| Primer Premio en Fotografía Antropológica INAH | México         | 1987             | Fotografía              |
| Premio Casa de las Américas                    | Cuba           | 1990             | La Cárcel de los Sueños |
| Becaria John Simon Guggenheim                  | Estados Unidos | 2000             | Fotografía              |
| Miembro del Sistema Nacional de Creadores      | México         | 2001, 2011, 2015 | Fotografía              |